# 訃報 1976年9月
訃報 1976年9月（ふほう 1976ねん9がつ）では、1976年（昭和51年）9月中に物故した、又は物故が報じられた人物についてまとめる。

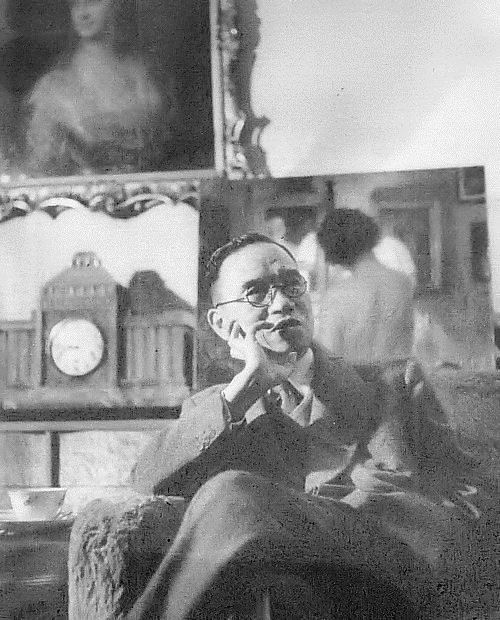
石橋正二郎 / 9月11日没

## （1日 - 15日）
- 9月1日 - 大木豊、演劇評論家（* 1925年）
- 9月4日 - 宮沢俊義、法学者（* 1899年）
- 9月5日 - 徳川義親、尾張徳川家第19代当主（* 1886年）
- 9月8日 - 野崎丹斐太郎、実業家（* 1892年）
- 9月8日 - 大塚有章、社会運動家・教育家（* 1897年）
- 9月9日 - 毛沢東、中国共産党主席・中国初代国家主席（* 1893年）
- 9月9日 - 橋本正之、元山口県知事・元衆議院議員（* 1912年）
- 9月9日 - 藤島敏男、登山家・銀行家（* 1896年）
- 9月11日 - パヴレ・カラジョルジェヴィチ、ユーゴスラビア摂政（* 1893年）
- 9月11日 - 八木一男、政治家・部落解放運動家（* 1911年）
- 9月11日 - 石橋正二郎、実業家、ブリヂストン創業者（* 1889年）

## （16日 - 30日）
- 9月17日 - 八田元夫、演出家（* 1903年）
- 9月19日 - 崔庸健 朝鮮民主主義人民共和国国家副主席、第2代最高人民会議常任委員会委員長、朝鮮人民軍初代最高司令官
- 9月22日 - 亀田忠、元プロ野球選手（* 1912年）
- 9月24日 - 飯田清三、実業家・野村証券第2代社長（* 1894年）
- 9月24日 - 田中新一、陸軍軍人（* 1893年）
- 9月24日 - 伊原隆、大蔵官僚・銀行家（* 1908年）
- 9月24日 - 山口愛次郎、カトリック教会の司教（* 1894年）
- 9月24日 - 鳥養利三郎、電気工学者（* 1887年）
- 9月25日 - レッド・フェイバー、メジャーリーガー（+ 1888年）
- 9月26日 - レオポルト・ルジチカ、化学者（* 1887年）
- 9月26日 - 鈴木翠軒、書家・文化功労者（* 1889年）
- 9月27日 - 常磐津菊三郎、常盤津節三味線方・作曲家（* 1897年）
- 9月29日 - 波多野鼎、経済学者・政治家（* 1896年）